# Mortinbeek
Mortinbeek  (Zweeds – Fins: Mortinoja) is een beek, die stroomt in de Zweedse  gemeente Pajala. De beek ontvangt haar water in het moeras dat gevormd wordt door de Talisenvallei. Ze stroomt naar het zuidzuidoosten en geeft haar water na zes kilometer af aan de Parkarivier.
Afwatering: Mortinbeek → Parkarivier → Muonio → Torne → Botnische Golf